# Apamea marshallana
Apamea marshallana är en fjärilsart som beskrevs av John Obadiah Westwood 1857. Apamea marshallana ingår i släktet Apamea och familjen nattflyn. Inga underarter finns listade i Catalogue of Life.